# The Head and the Heart
The Head and the Heart es una banda americana de indie folk. Fueron creados en el verano de 2009 por Josiah Johnson (voces, guitarra, percusión) y Jonathan Russell (voces, guitarra, percusión). La banda también incluye a Charity Rose Thielen (violín, banjo, voces), Chris Zasche (bajo), Kenny Hensley (piano) y Tyler Williams (batería). La banda ha firmado con Warner Bros. Records, habiendo publicado tres álbumes hasta ahora. Desde marzo de 2016, Johnson ha estado en pausa debido a problemas relacionados con la salud. Su más reciente álbum de estudio, Every Shade of Blue, was released April 29, 2022.

## Historia

### Principios
La banda se conoció y se formó a través de una serie de noches de micrófono abierto en el pub Seattle's Conor Byrne en Ballard. Josiah Johnson se había trasladado a Seattle desde California del sur para graduarse, y Jonathan Russell había llegado recientemente desde Richmond, Virginia. Conocieron al teclista Kenny Hensley, quién también se había trasladado a Seattle para graduarse en composición musical, y a Charity Rose Thielen, quién recientemente había regresado de un año de estudio en el Instituto de Estudios Políticos de París. El baterista Tyler Williams había estado en la banda Prabir and The Subtitutes, en Richmond, pero se trasladó a Seattle para ser parte de la naciente banda The Head and The Heart después de oír una "demo" que Russell le envió de la canción "Down in the Valley". Chris Zasche era barman en el Conor Byrne, hacía turnos de cuidados de convalecientes en la Escuela Perkins y tocaba en las bandas de Seattle The Maldives y Grand Hallway; fue el último en incorporarse a la formación original. En una entrevista con American Songwriter, Thielen declaró que se le pidió que se uniera después de que la banda ya se considerara formada: "Me invitaron cuando ya existía esta ola, ya estaba este barco en movimiento y no quería volver a redirigir su curso." Johnson explicó cómo eligieron el nombre de la banda: "Tu cabeza te está diciendo que debes tener estabilidad y encontrar un buen trabajo, pero sabes en tu corazón que esto [la banda] es lo que se supone que debes hacer, incluso si es una locura."

### Álbum de debut
Las copias autograbadas de The Head and The Heart (álbum) y en mangas de dril hechas a mano se vendieron en los conciertos en unas cuantas semanas, y pronto las tiendas de discos de Easy Street y Sonic Boom no los podían mantener en stock. Después de un tiempo de frenesí de interés de los sellos discográficos y representantes, la banda firma con Sub Pop en noviembre de 2010. Sub Pop remasterizó el álbum, lo expandió con una versión de estudio de su concierto tradicional "Rivers and Roads" y regrabó una canción ("Sounds Like Hallelujah"). El álbum era relanzado en formato CD y por primera vez en LP de vinilo, el Record Store Day de 2011 oficialmente. La banda firmó con Heavenly Recordings en el Reino Unido y Europa.
La banda ha hecho giras extensamente durante 2010 y 2011 en los Estados Unidos y Europa, siendo teloneros de Vampire Weekend, The Walkmen, Dr. Dog, Dave Matthews, The Low Anthem, The Decemberists, Iron & Wine, My Morning Jacket y Death Cab For Cutie, así como encabezando sus espectáculos propios. En marzo de 2011, la revista de Seattle City Arts Magazine les nombró "la nueva mejor banda de Seattle", y la banda hizo su debut televisivo el 21 de abril de 2011 en Conan. El álbum logró el número 110 en el Billboard 200 de Álbumes en y el récord de permanencia en la lista durante diez semanas.

### Let's Be Still
El segundo álbum de la banda, Let's Be Still, se publicó el 15 de octubre de 2013. Grabado en Seattle y producido junto a Shawn Simmons, el primer tema "Shake" salió el 5 de agosto de 2013. El líder Johnson lo describió como "esta es la primera vez que produjimos como banda completa. En este trabajo las influencias de cada uno están presentes equitativamente y prevalecen durante el álbum". James Christopher Monger de Allmusic.com describe el álbum como "la predilección del grupo por el sentimiento, la banda The Avett Brothers encontrándose con el roots rock de Fleet Foxes es evidente en "Homecoming Heroes" y "Another Story"; ambas utilizan la familiar arquitectura del folk - rock para hacer girar cuentos serios y familiares en relación con las dos partes del cuerpo de las que el grupo toma su nombre". El 2 de noviembre de 2013, "Let's Be Still" logró el número 10 en Billboard 200 de Álbumes. La banda pasó gran parte de 2014 haciendo la gira del álbum. Thielen pasó tiempo escribiendo para otros artistas, incluyendo a Mavis Staples, mientras se casó con el músico Gervais Mate.

### Signs of Light
A mediados de 2015, Johnson y Russel empezaron el proceso de escritura para el tercer álbum en Montecito Heights, en Los Ángeles. La banda continuó grabando durante la mayor parte del año,aunque ´se anunció en marzo de 2016 que Johnson no intervendría en los planes de gira de la banda. Fue reemplazado por el marido de Thielen, Matt Gervais (también conocido como "Fake Josiah"). En septiembre de 2016 la banda publicó su tercer álbum, Signs of Light. Fue precedido por el sencillo "All We Ever Knew".

## Televisión
"Rivers and Roads", uno de los sencillos de la banda, fue usado en el final de la serie del programa televisivo americano Chuck. También fue utilizado en la comedia de situación "Cómo Conocí Vuestra Madre", al final del episodio de la 7.ª temporada "El Tren Borracho (The Drunk Train)", y en la última escena del fin de la temporada 4 de New Girl. Su sencillo, "Down in the Valley" sonó en la temporada final del programa de la televisión británica "Beaver Falls"; también apareció en el episodio 9 (Andare Pescare) de la 5 temporada de Sons of Anarchy, y al final del episodio 5 de la primera
temporada de Battle Creek. La banda hizo un cameo en la serie Hart de Dixie, interpretando su canción, Shake" en el episodio "Take This Job and Shove It". Su canción "Lost in my Mind" también sonó en la misma serie en el episodio "Hairdos & Holidays." Este tema también se utilizó como música de fondo en el tráiler teatral de Silver Linings Playbook.
El primer episodio de la segunda temporada de AUDIO-FILES de la cadena BYUtv estuvo centrado en la banda y presentaba actuaciones en vivo de "Winter Song" (interpretado sobre una noria), "Sounds Like Hallelujah", etc. La canción "Let's Be Still" aparece en un anuncio televisivo de 2015 de Corona. Este último tema era también presentado en un episodio de la segunda temporada de The Night Shift y al final de la primera temporada condimentar uno, episodio tres de Heartbeat.
La banda aparece en el primer episodio de la serie dramática de televisión Roadies de Showtime, creada por Cameron Crowe. The Head and the Heart interviene en el acto de apertura del primer episodio de la serie, abriendo un concierto para la banda a la que un equipo de gira de ficción, dirigido por el personaje "Bill", interpretado por Luke Wilson”, respalda respetuosamente mientras se abren paso a través del país en una gran gira por varias ciudades.

## Película
La banda aparece en una escena de la película Lucky Them de 2013, interpretando su canción "Shake".
Su canción "No One to Let You Down" se escucha en los créditos de cierre de la película de 2014 Wish I Was Here.

## Discografía

### Álbumes
- The Head and The Heart (Sub Pop, 2011)
- Let's Be Still (Sub Pop, 15 de octubre de 2013)
- Signs of Light (Warner Bros. Records, 9 de septiembre de 2016)

### Sencillos
| "Lost in My Mind"                                                                 | 2011 | ×  | 1  | — | 24    | The Head and the Heart |
| "Down in the Valley"                                                              | 2011 | ×  | 14 | — | —     | The Head and the Heart |
| "Ghosts"                                                                          | 2012 | ×  | —  | — | —     | The Head and the Heart |
| "Shake"                                                                           | 2013 | —  | 4  | — | —[A]  | Let's Be Still         |
| "Another Story"                                                                   | 2013 | —  | 10 | — | —     | Let's Be Still         |
| "Let's Be Still"                                                                  | 2014 | —  | 9  | — | —     | Let's Be Still         |
| "All We Ever Knew"                                                                | 2016 | 38 | 1  | 4 | 19[B] | Signs of Light         |
| "—" denotes a recording that did not chart or was not released in that territory. |      |    |    |   |       |                        |

### Apariciones en recopilaciones
- "No One To Let You Down" (Sub Pop Records, Please To Enjoy: Terminal Sales Vol. 4 Sampler, 2011[38]
- "What Are You Doing New Year's Eve?" (Holidays Rule)[39]
- "Don't Forget Me" (Sweetheart 2014)[40]